# Komunistická strana Německa
Komunistická strana Německa (německy: Kommunistische Partei Deutschlands, KPD) byla německá levicová politická strana. Byla založena v prosinci roku 1918 Spartakovci, což byla malá frakce uvnitř Sociálnědemokratické strany Německa (SPD) a později uvnitř Nezávislé sociálně demokratické strany Německa (USPD) a Mezinárodních komunistů Německa (IKD). Obě strany vystupovaly proti výsledku I. světové války, kterou považovaly za válku imperialistickou, na níž neměla dělnická třída zájem.

## Historie
Spartakovci byli vedeni Rosou Luxemburgovou a Karlem Liebknechtem, kteří byli zavražděni v lednu roku 1919 z důvodu účasti na spartakovském povstání. Organizace se po smrti lídrů rozštěpila a jedna z frakcí založila s částí IKD stranu Komunistickou dělnickou stranu Německa, známou pod zkratkou KAPD, v dubnu roku 1920.
Zprvu příliš sympatií nezískávala, za výmarské republiky se však stále rozrůstala: po 2,1 %, jichž dosáhla v roce 1920, byl výsledek 16,9 % v listopadu 1932 jejím největším úspěchem. Přestože po požáru říšského sněmu byly zatčeny 3 000 jejích funkcionářů, obdržela ve volbách 5. března 1933 ještě 12,3 % hlasů. Hitler, jenž proti komunistům jakožto proti „agentům světového židovstva“ vedl od samého počátku nemilosrdný boj, je považoval za žháře a zbavil všechny jejich poslance mandátů, takže žádný poslanec KPD se nemohl 23. března 1933 účastnit hlasování o zmocňovacím zákoně. KPD, jež tím byla jako první německá strana fakticky zakázána, si zorganizovala zahraniční vedení a ilegálně pracovala v Německu dál, avšak vzhledem k masovému zatýkání svých bojovníků (jen v letech 1936–1937 kolem 20 000[zdroj?]), operujících pouze v malých skupinkách, a vzhledem ke své rivalitě se sociálními demokraty, které dlouho ostouzela jako „sociálfašisty“, nedosáhla příliš velkého vlivu.
Po skončení druhé světové války byla na Východě sloučena do Sjednocené socialistické strany Německa, která byla pod vlivem Sovětského svazu. Nově zformovaná strana se stala hlavní vládní a politickou silou Německé demokratické republiky. Ve Spolkové republice Německo, nalézající se pod vlivem USA, Británie a Francie, byla od roku 1956 zakázána.

## Volební výsledky

### Volby do říšského sněmu
| Volby           | Hlasy v % | Změna   | Počet mandátů | Změna |
| --------------- | --------- | ------- | ------------- | ----- |
| 1920            | 2,1 %     | -       | 4             | -     |
| 1924 (květen)   | 12,6 %    | ▲ +10,5 | 62            | ▲ +58 |
| 1924 (prosinec) | 8,9 %     | ▼ −3,7  | 45            | ▼ −17 |
| 1928            | 10,6 %    | ▲ +1,7  | 54            | ▲ +9  |
| 1930            | 13,1 %    | ▲ +2,5  | 77            | ▲ +23 |
| 1932 (červenec) | 14,6 %    | ▲ +1,2  | 89            | ▲ +12 |
| 1932 (listopad) | 16,9 %    | ▲ +2,6  | 100           | ▲ +11 |
| 1933 (březen)   | 12,3 %    | ▼ −4,6  | 81            | ▼ −19 |

### Prezidentské volby
| Volby | Kandidát       | Hlasování | Počet hlasů | Počet % | Komentáře            |
| ----- | -------------- | --------- | ----------- | ------- | -------------------- |
| 1925  | Ernst Thälmann | 1. kolo   | 1 871 815   | 7,0 %   | Postoupil do 2. kola |
| 1925  | Ernst Thälmann | 2. kolo   | 1 931 151   | 6,4 %   | Nezvolen             |
| 1932  | Ernst Thälmann | 1. kolo   | 4 983 341   | 13,2 %  | Postoupil do 2. kola |
| 1932  | Ernst Thälmann | 2. kolo   | 3 706 759   | 10,1 %  | Nezvolen             |